# Hospício Pedro II

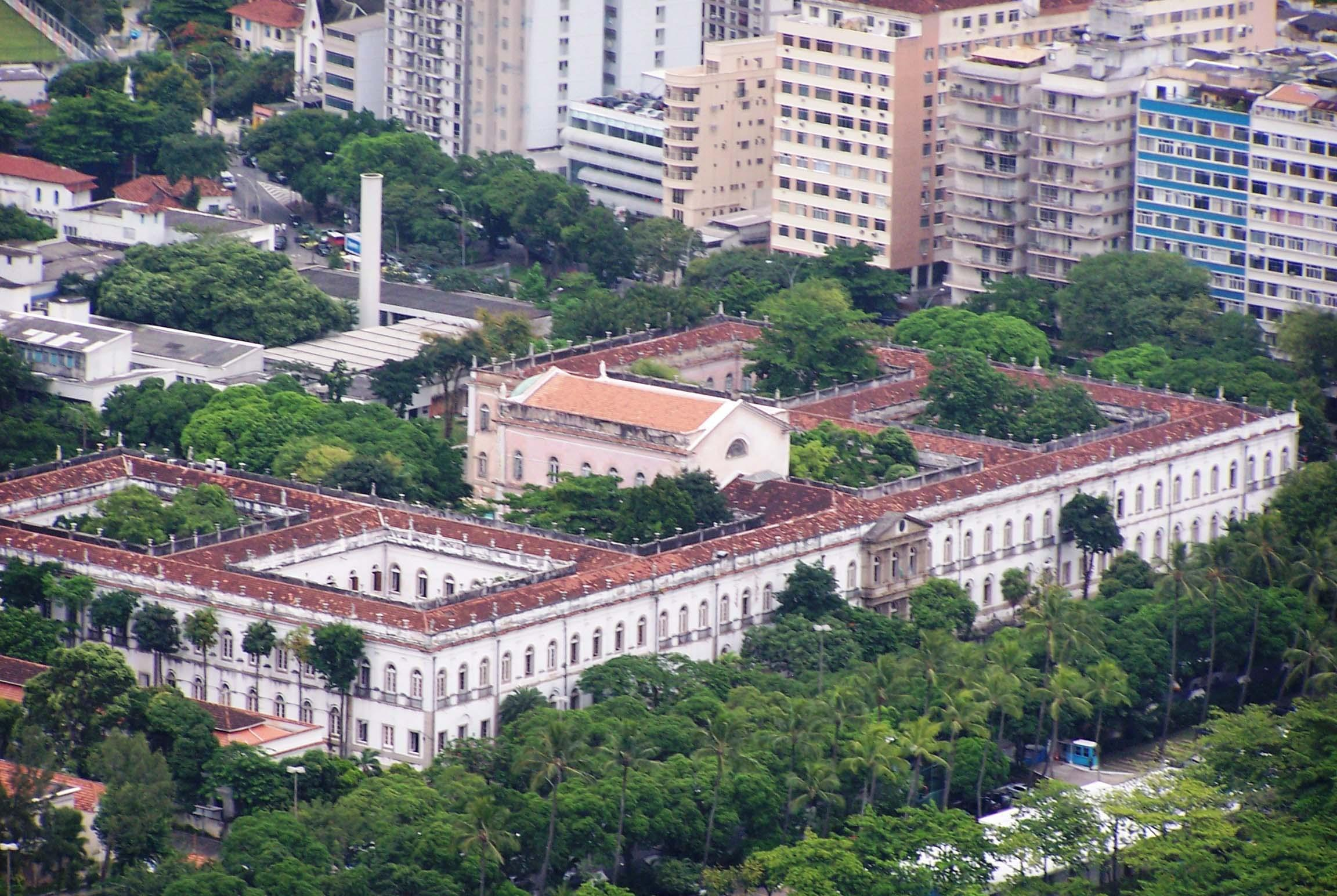
Vista aérea do Palácio Universitário (UFRJ), antiga sede do Hospício Pedro II, construído 1842–1852.

O Hospício Pedro II, posteriormente Hospício Nacional de Alienados e Instituto Nise da Silveira, inaugurado no Rio de Janeiro em 1852, foi o primeiro hospital psiquiátrico do Brasil e o segundo da América Latina. O hospital foi fechado definitivamente em 2021.

## História
Até o início do século XIX, os “alienados mentais” não recebiam qualquer tipo de tratamento. Se fossem calmos ficavam vagando pelas ruas, se fossem agressivos ficavam presos e acorrentados em cadeias. Somente nos meados do século XIX é que as Santas Casas de Misericórdia brasileiras passaram a receber e cuidar de doentes psiquiátricos.
Em 1841, o provedor da Santa Casa da Misericórdia do Rio de Janeiro, José Clemente Pereira, iniciou uma campanha pública para criação de um hospício de alienados. Em 24 de agosto de 1841 foi lido o decreto imperial autorizando a criação da instituição. O imperador D. Pedro II contribuiu com parte da verba necessária e a população com o restante. O edifício, construído entre 1842 e 1852, é um dos expoentes da arquitetura neoclássica do Brasil. O projeto é resultado da colaboração entre alguns dos maiores arquitetos ativos no momento: José Domingos Monteiro, Joaquim Cândido Guilhobel e José Maria Jacinto Rebelo.

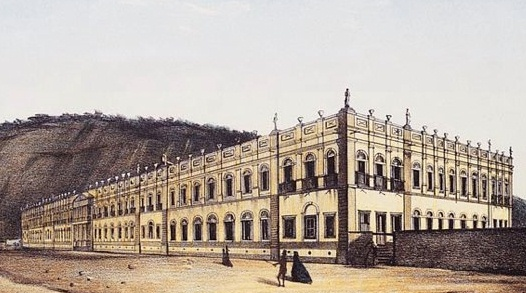
Hospício Pedro II, c. 1860.

Os primeiros pacientes do Hospício Pedro II vieram transferidos das enfermarias da Santa Casa de Misericórdia do Rio de Janeiro. Os médicos da época passaram a tentar reabilitar os pacientes. No hospício, os alienados participavam de terapia ocupacional em oficinas de manufatura de calçados, artesanato com palha e alfaiataria. No entanto, na época não havia tratamentos biológicos, e a forma encontrada para controlar os pacientes mais agitados era trancá-los em quartos fortes e amarrá-los em camisas de força. No final do século XIX, havia oficinas que possibilitavam o aprendizado de habilidades em fundição de ferro, encanamento, engenharia elétrica, carpintaria, marcenaria, manufatura de colchões, tipografia e pintura.
Com a instauração da República o hospício foi rebatizado como Hospício Nacional de Alienados.
Em 1893, dentro do hospício, foi criado o Pavilhão de Observação, que era um local destinado à assistência dos pacientes e estudos de psicopatologia. Este pavilhão era destinado a atividades acadêmicas e eram administradas aulas de psiquiatria para os alunos da faculdade de medicina. Em 1938, o Instituto de Psicopatologia e Assistência a Psicopatas foi transferido para a Universidade do Brasil, e hoje em dia é o Instituto de Psiquiatria da Universidade Federal do Rio de Janeiro (IPUB). Entre 1903 e 1930, o renomado psiquiatra Juliano Moreira foi o diretor do hospício, sendo sob sua gestão, recebido pacientes relevantes como, Ernesto Nazareth, Lima Barreto, João Cândido, Artur e João Timóteo da Costa.

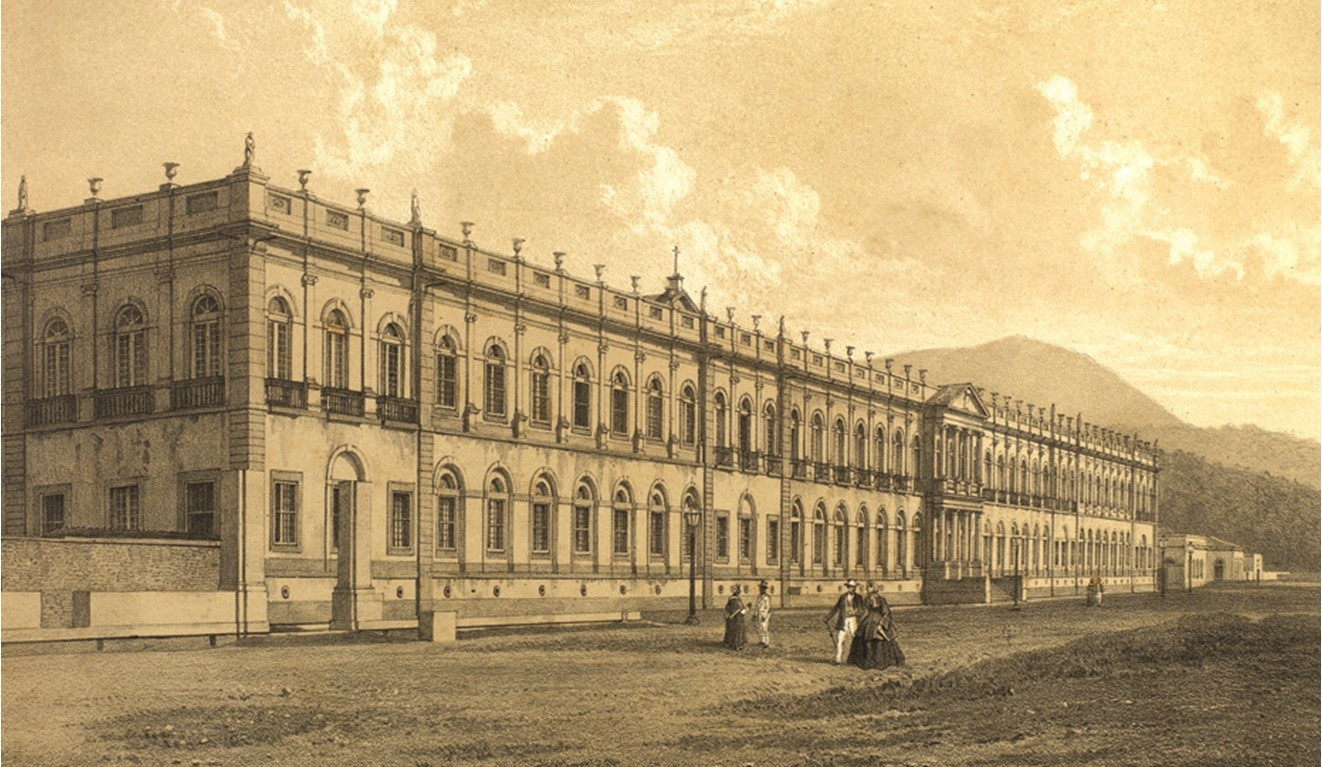
Hospício Pedro II, 1861. Arquivo Nacional

### A Revolta dos Loucos (1920)
Em 27 de janeiro de 1920, a instituição foi palco da chamada Revolta dos Loucos, um levante protagonizado por mais de 40 internos da Seção Lombroso — ala reservada a pacientes considerados “loucos criminosos”. Os internos incendiaram colchões, quebraram estruturas internas e entraram em confronto com funcionários e autoridades. O episódio teve ampla repercussão na imprensa da época, que tratou o acontecimento com tons sensacionalistas e estigmatizantes.
O motim levou à extinção da dita seção, e contribuiu diretamente para a criação do Manicômio Judiciário do Rio de Janeiro, o primeiro do Brasil, em 1921. O escritor Lima Barreto, que estava internado na instituição na ocasião, deixou registros sobre o evento em suas obras póstumas Diário do Hospício, e Cemitério dos Vivos
O Pavilhão de Neurossífilis, local destinado ao atendimento de pacientes com essa patologia dentro do Hospício Nacional dos Alienados, tornou-se o Instituto de Neurossífilis em 1927, através de decreto oficial. Atualmente esse instituto é um hospital psiquiátrico municipal denominado Instituto Philippe Pinel.
Nas décadas de 30 e 40 o então Hospital da Praia Vermelha estava superlotado e decadente, e os pacientes foram gradualmente transferidos para a Colônia Juliano Moreira e o Hospital do Engenho de Dentro. Em setembro de 1944 concluiu-se a transferência de todos os pacientes e o hospital foi desativado e entregue à Universidade do Brasil. Atualmente esse local é o campus da Praia Vermelha da Universidade Federal do Rio de Janeiro (UFRJ).
O Hospital do Engenho de Dentro passou a se chamar Hospital Pedro II, novamente rebatizado como Centro Psiquiátrico Pedro II e mais recentemente Instituto Municipal Nise da Silveira (IMNS), em homenagem à renomada psiquiatra alagoana Nise da Silveira. A unidade foi fechada definitivamente em 2021.